# Collegio di Kinross and Western Perthshire
Kinross and Western Perthshire fu un collegio elettorale scozzese della Camera dei comuni del Parlamento del Regno Unito dal 1918 al 1983; eleggeva un membro del Parlamento con il sistema maggioritario a turno unico. Nel 1983 l'area del collegio venne redistribuita tra nuovi collegi.

## Confini
Il collegio fu definito all'interno del Representation of the People Act 1918 e utilizzato per la prima volta alle elezioni generali del 1918, come uno dei due collegi che coprivano la contea di Kinross e la contea di Perth. L'altro collegio era quello di Perth.
Prima delle elezioni del 1918 la contea di Kinross era coperta, nominalmente, da Clackmannanshire and Kinross-shire, che copriva anche nominalmente la contea di Clackmannan e la contea di Perth era inclusa nominalmente nel collegio di Eastern Perthshire (Perth era un collegio di borough) e collegio di Western Perthshire. I confini del collegio furono definiti in termini del Representation of the People (Scotland) Act 1832 e del Redistribution of Seats Act 1885 e, in questi termini, cinque parrocchie civili della contea di Perth e una della contea di Stirling si trovavano nel collegio di Clackmannanshire and Kinross-shire. Inoltre, dal 1918, per scopi di governo locale, con legislazione del 1889 i confini delle contee in gran parte della Scozia dennero ridisegnati, e le parrocchie divennero generalmente storiche.
Il Representation of the People Act 1918 prese in considerazione i nuovi confini di governo locale per definire i nuovi confini dei collegi, e Kinross and Western Perthshire incluse la contea di Kinross e i distretti Centrali, delle Highland e Occidentali della contea di Perth, inclusi i burgh di Aberfeldy, Auchterarder, Callander, Crieff, Doune e Dunblane.
I confini del 1918 vennero utilizzati anche per le elezioni del 1922, del 1923, del 1924, del 1929, del 1931, del 1935 e del 1945
Nel 1938 si tenne un'elezione suppletiva dopo che Katharine Stewart-Murray, Duchessa di Atholl si dimise in opposizione alla politica di Neville Chamberlain di pacificazione di Hitler.
Per le elezioni generali del 1950, in conseguenza al House of Commons (Redistribution of Seats) Act 1949, il collegio di Perth divenne collegio di Perth and East Perthshire, ma i confini non vennero alterati. Il nome e l'estensione del 1950 vennero utilizzati anche per le elezioni generali del 1951, del 1955, del 1959, del 1964, del 1966 e del 1970; nel 1963 si tenne un'elezione suppletiva, nella quale il Primo Ministro neoeletto Sir Alec Douglas-Home conquistò il seggio dopo aver ricnunciato al suo titolo, lasciando quindi la Camera dei lord per entrare alla Camera dei comuni.
Per le elezioni del febbraio 1974, in conseguenza alla seconda modifica periodica della Boundary Commission, vi furono modifiche minori ai confini del collegio di Kinross and Western Perthshire e al collegio di Perth and East Perthshire. Kinross and West Perthshire fu definita con estensione sulla contea di Kinross, e sui distretti Centrale, delle Highland e Occidentale della contea di Perth, inclusi i burgh della coneta di Perth di Aberfeldy, Auchterarder, Callander, Crieff, Doune, Dunblane e Pitlochry.
I confini del febbraio 1974 rimasero anche per le elezioni dell'ottobre 1974 e del 1979.
Nel 1975, con il Local Government (Scotland) Act 1973, le contee e i burgh della Scozia furono aboliti in favore di regioni e distretti; la contea di Kinross e parte di quella di Perth furono unificate nella regione del Tayside. I burgh di Callander, Doune e Dunblane nella contea di Perth, la parrocchia di Perth Muckhart e il distretto occidentale della contea (eccetto le divisioni elettorali di Ardoch), furono unificate nella regione Centrale.
I nuovi confini del collegio, tenendo conto dei nuovi governi locali, furono adottati per le elezioni del 1983; i collegi che coprivano la regione del Tayside erano Perth and Kinross, e tra i collegi che coprivano la regione Centrale c'era Stirling.

## Membri del parlamento
| Elezione | Elezione | Membro                   | Partito          | Note                                       |
| -------- | -------- | ------------------------ | ---------------- | ------------------------------------------ |
|          | 1918     | James Gardiner           | Liberale         |                                            |
|          | 1923     | Katharine Stewart-Murray | Unionista        |                                            |
|          | 1938 (S) | William McNair Snadden   | Unionista        |                                            |
|          | 1955     | Gilmour Leburn           | Unionista        |                                            |
|          | 1963 (S) | Alec Douglas-Home        | Conservatore     | Primo Ministro del Regno Unito (1963—1964) |
|          | 1974     | Nicholas Fairbairn       | Conservatore     |                                            |
|          | 1983     | Collegio abolito         | Collegio abolito | Collegio abolito                           |

## Risultati elettorali

### Elezioni negli anni 1970
| Partito                    | Partito                                   | Candidato                  | Risultati 3 maggio 1979 | Risultati 3 maggio 1979 |
| Partito                    | Partito                                   | Candidato                  | Voti                    | %                       |
| -------------------------- | ----------------------------------------- | -------------------------- | ----------------------- | ----------------------- |
|                            | Conservatore                              | Nicholas Fairbairn         | 15 523                  | 50,51                   |
|                            | SNP                                       | Ian Smith                  | 9 045                   | 29,43                   |
|                            | Liberale                                  | J. Chapman                 | 3 572                   | 11,62                   |
|                            | Laburista                                 | D.R. Macleod               | 2 593                   | 8,44                    |
|                            |                                           |                            |                         |                         |
| Iscritti                   | Iscritti                                  | Iscritti                   | 38 657                  | 100,00                  |
| ↳ Votanti (% su iscritti)  | ↳ Votanti (% su iscritti)                 | ↳ Votanti (% su iscritti)  | 30 733                  | 79,50                   |
| ↳ Astenuti (% su iscritti) | ↳ Astenuti (% su iscritti)                | ↳ Astenuti (% su iscritti) | 7 924                   | 20,50                   |
|                            |                                           |                            |                         |                         |
|                            | Esito: collegio confermato a Conservatore |                            |                         |                         |

| Partito                    | Partito                                   | Candidato                  | Risultati 10 ottobre 1974 | Risultati 10 ottobre 1974 |
| Partito                    | Partito                                   | Candidato                  | Voti                      | %                         |
| -------------------------- | ----------------------------------------- | -------------------------- | ------------------------- | ------------------------- |
|                            | Conservatore                              | Nicholas Fairbairn         | 11 034                    | 41,68                     |
|                            | SNP                                       | D. Cameron                 | 10 981                    | 41,48                     |
|                            | —                                         | D.A. Barrie                | 2 427                     | 9,17                      |
|                            | Laburista                                 | Danus Skene                | 2 028                     | 7,66                      |
|                            |                                           |                            |                           |                           |
| Iscritti                   | Iscritti                                  | Iscritti                   | 35 236                    | 100,00                    |
| ↳ Votanti (% su iscritti)  | ↳ Votanti (% su iscritti)                 | ↳ Votanti (% su iscritti)  | 26 470                    | 75,12                     |
| ↳ Astenuti (% su iscritti) | ↳ Astenuti (% su iscritti)                | ↳ Astenuti (% su iscritti) | 8 766                     | 24,88                     |
|                            |                                           |                            |                           |                           |
|                            | Esito: collegio confermato a Conservatore |                            |                           |                           |

| Partito                    | Partito                                   | Candidato                  | Risultati 28 febbraio 1974 | Risultati 28 febbraio 1974 |
| Partito                    | Partito                                   | Candidato                  | Voti                       | %                          |
| -------------------------- | ----------------------------------------- | -------------------------- | -------------------------- | -------------------------- |
|                            | Conservatore                              | Alec Douglas-Home          | 14 356                     | 52,91                      |
|                            | SNP                                       | Duncan C. Murray           | 6 274                      | 23,12                      |
|                            | Liberale                                  | D.A. Barrie                | 3 807                      | 14,03                      |
|                            | Laburista                                 | Danus Skene                | 2 694                      | 9,93                       |
|                            |                                           |                            |                            |                            |
| Iscritti                   | Iscritti                                  | Iscritti                   | 35 021                     | 100,00                     |
| ↳ Votanti (% su iscritti)  | ↳ Votanti (% su iscritti)                 | ↳ Votanti (% su iscritti)  | 27 131                     | 77,47                      |
| ↳ Astenuti (% su iscritti) | ↳ Astenuti (% su iscritti)                | ↳ Astenuti (% su iscritti) | 7 890                      | 22,53                      |
|                            |                                           |                            |                            |                            |
|                            | Esito: collegio confermato a Conservatore |                            |                            |                            |

| Partito                    | Partito                                   | Candidato                  | Risultati 18 giugno 1970 | Risultati 18 giugno 1970 |
| Partito                    | Partito                                   | Candidato                  | Voti                     | %                        |
| -------------------------- | ----------------------------------------- | -------------------------- | ------------------------ | ------------------------ |
|                            | Conservatore                              | Alec Douglas-Home          | 14 434                   | 57,37                    |
|                            | SNP                                       | Elizabeth Y. Whitley       | 4 670                    | 18,56                    |
|                            | Laburista                                 | Donald Leach               | 3 827                    | 15,21                    |
|                            | Liberale                                  | John Calder                | 2 228                    | 8,86                     |
|                            |                                           |                            |                          |                          |
| Iscritti                   | Iscritti                                  | Iscritti                   | 33 998                   | 100,00                   |
| ↳ Votanti (% su iscritti)  | ↳ Votanti (% su iscritti)                 | ↳ Votanti (% su iscritti)  | 25 159                   | 74,00                    |
| ↳ Astenuti (% su iscritti) | ↳ Astenuti (% su iscritti)                | ↳ Astenuti (% su iscritti) | 8 839                    | 26,00                    |
|                            |                                           |                            |                          |                          |
|                            | Esito: collegio confermato a Conservatore |                            |                          |                          |

### Elezioni negli anni 1960
| Partito                    | Partito                                   | Candidato                  | Risultati 31 marzo 1966 | Risultati 31 marzo 1966 |
| Partito                    | Partito                                   | Candidato                  | Voti                    | %                       |
| -------------------------- | ----------------------------------------- | -------------------------- | ----------------------- | ----------------------- |
|                            | Conservatore                              | Alec Douglas-Home          | 14 466                  | 60,75                   |
|                            | SNP                                       | Arthur Donaldson           | 4 884                   | 20,51                   |
|                            | Laburista                                 | Brian K. Parnell           | 4 461                   | 18,74                   |
|                            |                                           |                            |                         |                         |
| Iscritti                   | Iscritti                                  | Iscritti                   | 32 395                  | 100,00                  |
| ↳ Votanti (% su iscritti)  | ↳ Votanti (% su iscritti)                 | ↳ Votanti (% su iscritti)  | 23 811                  | 73,50                   |
| ↳ Astenuti (% su iscritti) | ↳ Astenuti (% su iscritti)                | ↳ Astenuti (% su iscritti) | 8 584                   | 26,50                   |
|                            |                                           |                            |                         |                         |
|                            | Esito: collegio confermato a Conservatore |                            |                         |                         |

| Partito                    | Partito                                | Candidato                  | Risultati 15 ottobre 1964 | Risultati 15 ottobre 1964 |
| Partito                    | Partito                                | Candidato                  | Voti                      | %                         |
| -------------------------- | -------------------------------------- | -------------------------- | ------------------------- | ------------------------- |
|                            | Unionista                              | Alec Douglas-Home          | 16 659                    | 66,65                     |
|                            | Laburista                              | Andrew Forrester           | 4 687                     | 18,75                     |
|                            | SNP                                    | Arthur Donaldson           | 3 522                     | 14,09                     |
|                            | Comunista                              | Hugh MacDiarmid            | 127                       | 0,51                      |
|                            |                                        |                            |                           |                           |
| Iscritti                   | Iscritti                               | Iscritti                   | 32 931                    | 100,00                    |
| ↳ Votanti (% su iscritti)  | ↳ Votanti (% su iscritti)              | ↳ Votanti (% su iscritti)  | 24 995                    | 75,90                     |
| ↳ Astenuti (% su iscritti) | ↳ Astenuti (% su iscritti)             | ↳ Astenuti (% su iscritti) | 7 936                     | 24,10                     |
|                            |                                        |                            |                           |                           |
|                            | Esito: collegio confermato a Unionista |                            |                           |                           |

| Partito                    | Partito                                | Candidato                  | Risultati 7 novembre 1963 | Risultati 7 novembre 1963 |
| Partito                    | Partito                                | Candidato                  | Voti                      | %                         |
| -------------------------- | -------------------------------------- | -------------------------- | ------------------------- | ------------------------- |
|                            | Unionista                              | Alec Douglas-Home          | 14 147                    | 57,36                     |
|                            | Liberale                               | Ian Alistair Duncan Millar | 4 819                     | 19,54                     |
|                            | Laburista                              | Andrew Forrester           | 3 752                     | 15,21                     |
|                            | SNP                                    | Arthur Donaldson           | 1 801                     | 7,30                      |
|                            | Unionista Indipendente                 | Ian Smith                  | 78                        | 0,32                      |
|                            | Indipendente                           | Willie Rushton             | 45                        | 0,18                      |
|                            | Light and Dark Blue Conservative Party | Richard Wort               | 23                        | 0,09                      |
|                            |                                        |                            |                           |                           |
| Iscritti                   | Iscritti                               | Iscritti                   | 32 411                    | 100,00                    |
| ↳ Votanti (% su iscritti)  | ↳ Votanti (% su iscritti)              | ↳ Votanti (% su iscritti)  | 24 665                    | 76,10                     |
| ↳ Astenuti (% su iscritti) | ↳ Astenuti (% su iscritti)             | ↳ Astenuti (% su iscritti) | 7 746                     | 23,90                     |
|                            |                                        |                            |                           |                           |
|                            | Esito: collegio confermato a Unionista |                            |                           |                           |